# 南驿站
南驿站是一个京沪线上的铁路车站，位于山东省泰安市宁阳县南驿镇，建于1911年，目前为四等站，邮政编码为271412。目前客运：办理旅客乘降；不办理行李、包裹托运；货运：办理整车货物发到；不办理危险货物发到。